# Дело „Мертен“
Делото Мертен (на гръцки: Υπόθεση Μέρτεν) е известен политически процес в Гърция в периода от 1957 до 1960 г.
По него подсъдим е Макс Мертен, офицер от германските окупационни сили, обвинен във военни престъпления по време на ВСВ. Мертен е един от върховните прокурори на Нацистка Германия и е с чин капитан. Съпругата му е дъщеря на консула на Унгария в германската столица. По време на Втората световна война Мертен служи като офицер от Вермахта в Сърбия и Гърция по време на Балканската кампания, а след приключването ѝ е старши юрисконсулт към комендатурата на германските военно-окупационни власти в Солун. Съпругата му е личен секретар на заместник-министърът на правосъдието Роланд Фрайслер.
Макс Мертен пристига в Гърция през април 1942 г., когато територията на страната е под тройна немско-италиано-българска окупация. Заедно с адютанта си Майснер се установява в македонската столица Солун, където пребивава почти две години – от 1942 до 1944 г. и където е отговорник за решаването на еврейския въпрос, считано от 7 юли 1942 г. със заповед.
Следвоенната съюзническа преса му дава прякорите „палача от Солун“ и „касапина от Солун“, заради конфискувано еврейско имущество в града от Третия Райх на обща стойност 125 000 000 златни франка.
В края на ВСВ Мертен е арестуван в Германия от американците. През 1946 г. те предлагат на гръцките дипломатически представители в Германия да прехвърлят евентуалните извършители на военни престъпления в страната, но военния аташе на Република Гърция в Берлин генерал Андреас Ипсилантис отхвърля предложението, обосновавайки се, че Мертен е бил офицер с безупречно поведение и безценни услуги за Гърция. Мертен започва професионална кариера в министерството на правосъдието на Западна Германия. Захваща се и с политика, създавайки заедно с Густав Хайнеман опозиционна политическа партия на тази на Конрад Аденауер.
През май 1957 г. сам пътува за Гърция за да се яви пред Бюрото за военнопрестъпници в Атина като свидетел на Артур Майснер.  Освен това се и ползва от дипломатически имунитет като висш служител на Министерството на правосъдието на Западна Германия – генерален секретар. Гръцките власти обаче го задържат в кабинета на следователя и го изпращат в ареста по заповед за задържане от 1946 г.
Случаят добива международен отзвук и обтяга отношенията между Гърция и Западна Германия. Гръцкото правителство на Константинос Караманлис очаква през есента на 1958 г. подписването на заем в размер на 200 милиона западногермански марки от ФРГ. На 13 ноември 1958 г. е подписан от немско-гръцки икономически договор с таен анекс с който Караманлис се съгласява пред германския канцлер Аденауер, че Гърция ще прекрати всякакво съдебно преследване на Мертен и ще го предаде на Германия.
Няколко дни след завръщането на Караманлис и Авероф от Бон лидерът на Демократичния съюз Илиас Циримокос повдига въпроса в парламента и пресата. В края на януари 1959 г. правителството на Караманлис внеся в парламента проект на закон за изменение на законодателството за военните престъпления, в изпълнение на международния ангажимент който е поел. Скандалът се пренася на международно ниво и The Times излиза със статия със заглавие „Гърция предвижда амнистия за екзекуторите си“.  Организира се подписка против законопроекта от пострадалите жители на Калаврита.
В крайна сметка публичния съдебен процес срещу Макс Мертен започва на 11 февруари 1959 г. пред военен трибунал.  Мертен се явява сам пред съда спокоен, даже усмихнат и разговаря охотно с репортерите. Процесът продължава 20 дни. В съдебната зала присъстват евреи, много чуждестранни журналисти и адвокати. На 5 март 1959 г. председателят на състава обявява с осъдителна присъда Макс Мертен за виновен и го осъжда на 25 години затвор за незаконно задържане и лишаване от свобода в концентрационния лагер на гърци и евреи; убийство и смърт от глад на 56 000 солунски евреи; за унищожаването на еврейското гробище в Солун и за депортирането на 40 000 македонски евреи в германските концентрационни лагери и т.н.
През есента на 1959 г. гръцкият парламент приема предложения му от правителството на Караманлис законопроект за освобождаване на военните престъпници осъдени в Гърция от изтърпяване на наказанието им в гръцките затвори. Законопроектът е приет след дискусия в парламента на 5 ноември 1959 г. и Мертен е освободен от гръцкия затвор и депортиран за родината за новата 1960 година.  В Западна Германия е арестуван и съден в Берлин за военни престъпления, но е освободен с мярка за неотклонение подписка – два пъти седмично в полицията. 
На 28 септември 1960 г. германският вестник „Гласът на Хамбург“ и списание Der Spiegel публикуват историята разказана от Макс Мартен, според който гръцкият министър-председател Константинос Караманлис, както министърът на вътрешните работи Димитрис Макрис и съпругата му Доксила са били платени информатори на германските окупационни власти, като предоставяли ценна информация за гръцката съпротива, за което са били стимулирани материално със средства от конфискувана еврейска собственост в Македония, и най-вече в Солун. Публикациите в германските издания са препечатани от атинската преса и предизвикват смут и още по-голям обществен скандал в Гърция. Въпросът отново се политизира и влиза в парламента, а правителството е пак подложено на нови критики по казуса от опозицията.  Гръцкото правителство категорично отрича твърденията на Мертен с остри демарши в Бон, а западногерманското правителство изразява своето съжаление от публикации в демократичната преса.
След показания от 7 март 1961 г. на Макс Мертен пред германските съдилища, във връзка с всичко изнесено пред пресата от него, той заявява че не вярва в германското правосъдие и на 10 ноември 1961 г. е осъден условно на четири години затвор и изплащане на засегнатите на парично обезщетение от 70 000 драхми за клевета.